# Chelonus jungi
Chelonus jungi är en stekelart som först beskrevs av Chu 1936.  Chelonus jungi ingår i släktet Chelonus och familjen bracksteklar. Inga underarter finns listade i Catalogue of Life.